# Chrysopilus arctiventris
Chrysopilus arctiventris är en tvåvingeart som beskrevs av James 1936. Chrysopilus arctiventris ingår i släktet Chrysopilus och familjen snäppflugor. Inga underarter finns listade i Catalogue of Life.